# Chasmistes muriei
Chasmistes muriei är en fiskart som beskrevs av Miller och Smith, 1981. Chasmistes muriei ingår i släktet Chasmistes och familjen Catostomidae. IUCN kategoriserar arten globalt som utdöd. Inga underarter finns listade i Catalogue of Life.